# Ла Стела (Фиренца)
Ла Стела је насеље у Италији у округу Фиренца, региону Тоскана.
Према процени из 2011. у насељу је живело 210 становника. Насеље се налази на надморској висини од 57 м.